# 후시진

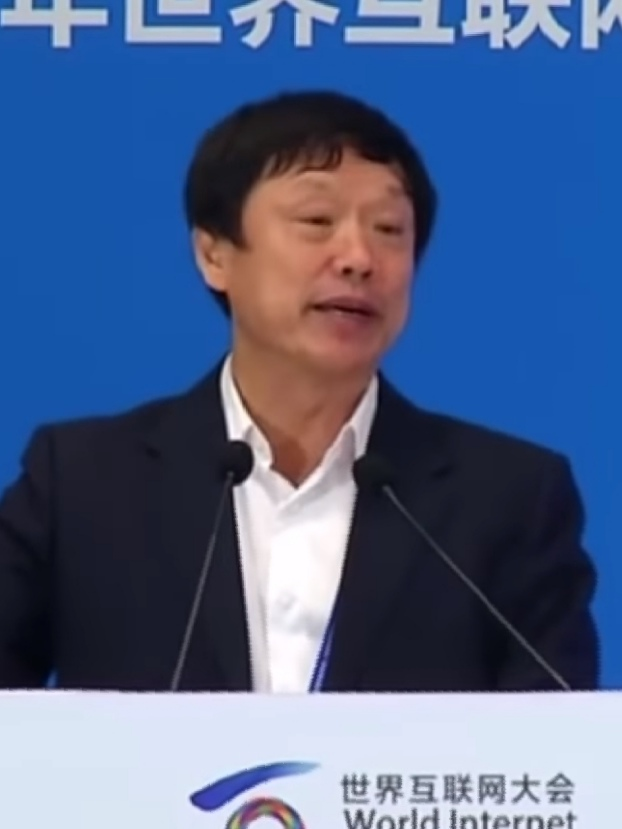
후시진 (2021년)

후시진(중국어 간체자: 胡锡进, 정체자: 胡錫進, 병음: Hú Xījìn, 1960년 4월 8일 ~ )은 중화인민공화국(이하 중국)의 언론인이다. 2005년부터 2021년까지 중국공산당의 기관지 《인민일보》의 자매지이자 타블로이드 신문인 《환구시보》의 편집장을 역임했다. 그는 서방 세계의 언론으로부터 정치적 선전가이자 중국 정부와 정책에 대한 인식된 비판을 크게 비난하는 중국의 "전랑"(戰狼, 늑대 전사) 의사 소통 전략을 처음 채택한 인사라는 지적을 받아왔다.

## 생애 초반과 교육
후시진은 베이징시의 가난한 기독교 가정에서 태어났다. 후시진은 1989년에 베이징 외국어대학에서 러시아 문학 석사 학위를 받고 졸업한 다음에 《인민일보》 기자로 활동했다. 후시진은 1989년 톈안먼 사건에서 일어난 반정부 시위에 참여했지만 2019년에 시위 진압을 위한 군사 행동이 "학생들의 순진함"과 정부의 경험 부족으로 야기된 비극이라고 말했다. 중국어, 영어, 러시아어를 구사할 수 있다.

## 경력
후시진은 《인민일보》의 외신 기자로 일하면서 보스니아 전쟁과 이라크 전쟁을 보도했다. 그는 전쟁 특파원으로서 유고슬라비아의 해체를 취재하는 한편 중국의 강력한 공산주의 통치에 감탄하게 된다.
후시진은 2005년부터 《환구시보》 중국어판 편집을 담당했고 2009년부터는 영어판 편집을 담당했다. 후시진은 《환구시보》 편집장을 역임하던 동안에 호전적인 강경파로 알려지게 되었다. 후시진의 별명인 "프리스비 후"는 정부가 그에게 던지는 것은 무엇이든 되찾는다는 농담에서 비롯되었다.
2020년 인도-중국 국경 분쟁에서 인도군과 중국 인민해방군 간의 교전이 벌어지는 가운데 인도의 온라인 뉴스 사이트인 더프린트(ThePrint)는 후시진을 "중국의 아르나브 고스와미"라고 명명했는데 "그들의 저널리즘에 맞지 않기 때문에 현장에서 진실을 인정하지 않기 때문"이라고 말했다.
후시진은 2021년 12월에 《환구시보》 편집장직에서 물러났다. 그가 자리를 떠난 것은 중국 정부가 "신문의 정치적 지도를 강화"했기 때문인 것으로 알려졌다. 《더 디플로맷》은 중국의 국제적인 명성의 악화에 따라 지나치게 대립적인 "전랑(戰狼, 늑대 전사)" 수사를 완화하려는 노력과 관련이 있었다고 전했다. 또한 시진핑 중국 국가주석은 2021년 5월에 열린 중국공산당 중앙정치국 회의에서 중국의 국제적인 명성의 악화를 고려하여 국가의 국제적 소통 개선을 요구했다.

### 아스트로터핑에 대한 비난
《환구시보》의 전직 편집장인 리처드 버거에 따르면 《환구시보》의 중국인 직원들이 아이웨이웨이가 체포된 이후에 아이웨이웨이를 상대로 "아스트로터핑" 캠페인을 실시하라는 후시진의 명령을 받았다고 한다.

### 2019-2020년 홍콩 시위 관련 논평
후시진은 2019-2020년 홍콩 시위와 관련하여 중국 정부가 시위대를 향해 직접 발포할 것을 촉구했다. 후시진은 또한 시위대가 치명적인 총살을 당하더라도 경찰은 어떠한 책임도 지지 말아야 한다고 주장했다. 후시진은 2019년 11월에 도널드 트럼프 미국 대통령이 《홍콩 인권·민주주의법》에 서명하자 마코 루비오 미국 상원 의원을 비롯한 《홍콩 인권·민주주의법》 초안 작성자들이 홍콩과 마카오는 물론 중국 대륙에 입국하는 것을 금지할 것이라고 경고했다. 후시진은 시위대를 "이라크 레반트 이슬람 국가와 같은 테러리스트"에 비유하며 미국이 시위를 선동하고 있다고 비난했다.

### 중국의 핵무기 증강 촉구
후시진은 2020년 5월 9일에 중국 정부가 DF-41 대륙간 탄도 미사일 100기를 포함한 핵무기를 더 많이 만들 것을 촉구하는 의견서를 발표했다.

### 대만 관련 논평
후시진은 대만에 대한 적대감의 증가를 지지해왔다. 특히 2020년에는 중국 전투기가 대만 상공에 진입해야 하며 격추되면 선전포고로 간주해야 한다고 제안했다. 2021년 10월에는 "대만 주민들은 민주진보당을 따르지 않고 끝까지 싸울 것이다."라고 경고했다. 후시진은 2021년 12월에 미국의 대만계 음악가인 왕리훙을 중국인이 아닌 "미국의 대만인"으로 묘사하여 대만인과 중국인을 구별했다.
후시진은 2022년 7월에 낸시 펠로시 미국 하원 의장이 대만을 방문할 경우에는 중국의 군사적 보복이 있을 것이라고 경고하면서 "만약 미군이 전투기를 보내 펠로시를 대만으로 호송한다면 그 조치는 그러한 방문의 비열한 성격을 다른 차원으로 가져갈 것이며 공격에 해당할 것이다. 중국 인민해방군의 전투기들은 모든 방해 전술을 배치해야 한다. 만약 그것들이 여전히 효과가 없다면 나는 펠로시를 태운 비행기를 격추하는 것도 괜찮다고 생각한다."라고 말했다.

### 대한민국 관련 논평
2021년 12월 17일, 한국이 북한 미사일 위협에 대응하기 위해 사드(고고도 미사일 방어 체계)를 도입했을 때 환구시보 사설로 "한국 보수주의자들은 김치만 먹어서 멍청해진 것이냐"라며 인종 차별적인 발언을 했다.#
[2022년]] 5월 5일, 한국이 나토의 사이버방위센터(CCDCOE)에 가입한 사실을 두고 "이웃 나라와 적대하면 한국은 우크라이나 꼴을 맞을 것"이라며 대한민국에 대한 침략전쟁 협박을 했다.#

## 사생활
2020년 10월에 홍콩의 《빈과일보》가 보도한 기사에 따르면 후시진의 아들이 캐나다로 이민을 갔으며 그가 동료 기자들로부터 조롱을 받았다고 보도했다. 이밖에 후시진은 《환구시보》에서 일하며 연봉 57만 위안, 틱톡, 터우탸오 등 디지털 플랫폼에서 연봉 1,200만 위안을 추가로 받는 것으로 알려졌다. 마지막으로 후시진은 2,500만 위안 상당의 고급 아파트를 소유하고 있는 것으로 알려졌다.
2020년 12월에 홍콩의 《사우스 차이나 모닝 포스트》와 《빈과일보》가 보도한 기사에 따르면 후시진이 전직 동료들과 함께 2명의 자녀를 낳았다고 주장한 《환구시보》의 전직 부편집장이 중국공산당 중앙기율검사위원회에 고소장을 제출했다고 보도했다. 이에 후시진은 혐의를 부인하고 공갈 미수라고 규정했다.